# Уилкс, Томас
Томас Уилкс (англ. Thomas Weelkes; <крещён> 25 октября 1576 — 30 ноября 1623, Лондон) — английский композитор и органист. Более всего известен как автор мадригалов и стиховых антемов.

## Очерк биографии
Сведения о рождении и первоначальном музыкальном образовании Уилкса не сохранились. В 1597 году в Лондоне опубликовал первый сборник («книгу») мадригалов, из предисловия к которой следует, что автор — очень молодой человек. В 1598—1600 годах Уилкс занимал должность органиста Винчестерского колледжа (старинной школы для мальчиков в Винчестере), продолжая писать музыку. В винчестерские годы вышли в свет ещё две его книги мадригалов (в 1598 и 1600 годах). С 1601 года работал органистом и капельмейстером (лат. informator choristarum) в Чичестерском кафедральном соборе. В 1602 году получил степень бакалавра музыки в Оксфордском университете, в 1603 женился на девушке из богатой чичестерской семьи Элизабет Сэндхем. В 1608 году опубликовал четвёртую книгу мадригалов, где на обложке он титулован как регулярный член («джентльмен») Chapel Royal; однако, поскольку Уилкс не числится в учётных записях Капеллы, исследователи полагают, что он был лишь внештатным её сотрудником и кандидатом в «джентльмены». Работая в Чичестерском соборе, Уилкс получал неоднократные выговоры от администрации за пьянство, неподобающее поведение во время богослужения и необоснованные отлучки (часто в Лондон), о чём свидетельствуют документы от 1609, 1613 и 1616 гг. К примеру, в докладной записке епископу от 1616 г. он жёстко охарактеризован как «всем известный пьяница и злостный матерщинник». В 1617 г. декан собора уволил Уилкса, однако в 1619 тот был восстановлен в должности, в которой прослужил до своей смерти в 1623 г.

## Творчество
Основная часть наследия Уилкса — вокальная музыка, светская и церковная. Количественно он написал больше церковной музыки (для англиканского богослужения), чем любой композитор его поколения, особенно часто в жанре стихового антема, рассчитанного на скромные исполнительские возможности Чичестерского собора (всего сохранилось около 50 антемов, некоторые из них во фрагментах).
Уилкс также автор около 90 мадригалов (преимущественно на 5 и 6 голосов, иногда встречаются масштабные двухчастные) на английские и (редко) итальянские тексты. Первоначальным интересом к этому жанру он обязан своему другу Томасу Морли, на смерть которого написал элегию (антем?) «Death hath deprived me» (1602), с необычно низкой партией баса, который спускается до D большой октавы. Мадригалы Уилкса интересны экспериментами в области хроматической гармонии («Cease sorrowes now», особенно в позднем «Thule the period of cosmographie»), звукоизобразительности (как в мадригалах «The nightingale, the organ of delight» и «Tan ta ra ran tan tant, cryes Mars»), ритмики (смена тернарной мензуры бинарной и наоборот, как в юмористической песне «Strike it up tabor»).
В вокальной музыке Уилкс показывает себя, с одной стороны, знатоком полифонической техники (антемы «O Lord, arise», мотет «Laboravi in gemitu meo», мадригалы «Three virgin nimphes», «Like two proud armies», заключительный раздел «As Vesta was, from Latmos hill descending»); с другой стороны, вполне владеет новомодной гомофонией, как в баллетто «Harke all ye lovely saints above» (возможно, самое популярное ныне сочинение Уилкса).
Уилкс сочинял также консортную и другую инструментальную музыку, которая ныне почти не исполняется.